# Ataúlfo Morales Gordillo
José Ataúlfo Morales Gordillo (Comitán, México, 28 de marzo de 1907-Tapachula, 5 de enero de 1981) fue un platero y joyero chiapaneco, dueño de la joyería «El Zafiro» ubicada en Tapachula. Es más reconocido por dar nombre al mango Ataúlfo, la variedad de mango más popular en México. Es común la confusión de que él fue el agricultor o agrónomo que desarrolló la variedad, sin embargo él solamente fue el propietario del predio en el que se encontraron los cinco primeros árboles de la raza Ataúlfa. Compró el terreno en 1949, cuando los mangueros tenían una edad aproximada de cinco años.

## Biografía
Sus padres son Ysauro de Jesús Morales Domínguez y María Jesús Gordillo, y es el tercero de nueve hermanos, en orden: Gilberto, Isauro el Mayor, José Ataúlfo (él mismo), María del Carmen, Enrique, Jorge, Isauro el Joven, Rodolfo, Otila. Su padre era zapatero de profesión y además, empleado de la aduana fronteriza de Comitán.a la edad de 15 años migra a la Ciudad de Tapachula en busca de mejores oportunidades destacando su habilidad en la joyería se convierte en orfebre y en 1929 monta su propio taller de filigrana y plateria llamado El Zafiro que hasta la fecha sigue dando atención al público ya en la tercera generación.
José Ataúlfo Morales Gordillo contrajo matrimonio en Tapachula el 27 de enero de 1934 con María Justina Escobar Meoño. Con quien tienen 3 hijos Jorge Ataulfo, Javier Rodolfo y Rubén Enrique. Murió el 5 de enero de 1981 debido a un tumor (neoplasia) en el lóbulo frontal derecho y hemorragia subaracnoidea (aneurisma cerebral).

## Mango Ataúlfo
En 1948, el productor chiapaneco Ataúlfo Morales Gordillo compró un predio a Manuel Rodríguez en Tapachula. A diferencia de lo que se cree, Don Ataulfo no cultivó los mangos, sino que ya estaban allí. Se estimó que nacieron en 1943, es decir, ya tenían unos cinco años de edad. Estos árboles producían unos mangos muy buenos y diferentes a las variedades nativas de la zona, que para 1950, eran famosos entre los vecinos del lugar porque a quien se podía se le regalaba mango. Era algo tan popular que la noticia llegó al ingeniero agrónomo Héctor Cano Flores, director del antiguo Instituto Mexicano del Café que en ese momento se buscada alternativas para diversificar los cultivos de café. Cano pidió permiso a Morales para estudiar, analizar y crear nuevos injertos, identificando un clon de mango al que se denomina como «IMC-M2» y lo propagó por el área. En los años 70 se intensifica la producción de almácigos para la siembra de huertas comerciales donde el mayor de sus nietos Jorge Ataúlfo Morales quien era su mano derecha era el encargado de entregar las varetas para hacer los injertos de los árboles. Fue Héctor Cano Flores quien bautizó al mango como Ataúlfo en honor al propietario de esta tierra.